# Clara Brigel
 Clara Brigel (* 3. Mai 1872 in Stuttgart; † 28. Januar 1955 ebenda) war eine deutsche Malerin, Porzellanmalerin, Kunsthandwerkerin und Goldschmiedin.

## Leben und Werk
Clara Brigel wurde als drittes Kind von Julia Eleonore Friederika Hirzel (* 1841) und dem Mediziner Johann Christian Benjamin Brigel (* 1830) geboren. Ihre älteren Geschwister Julie (* 23. Mai 1869 in Waldenbuch) und Oskar (* 8. August 1870 in Waldenbuch) wurden beide später Ärzte. Ihr Bruder Oskar war 1907 bis 1936 Chirurg und Chefarzt im Wilhelmhospital. Als viertes Kind wurde der Bruder Max am 2. Februar 1875 in Stuttgart geboren.
Brigel erhielt ihren ersten Unterricht im Zeichnen bei August Offterdinger in Stuttgart. Ab 1888 besuchte sie ein Pensionat in Chailly (Lausanne) und fertigte während ihres Aufenthaltes Landschaftszeichnungen an. Bei der Stuttgarter Künstlerin Magdalene Schweizer erhielt sie Privatunterricht im Porzellanmalen. Um das Jahr 1900 unternahm sie in Begleitung der Familie von Bülow ausgedehnte Reisen in Deutschland, Frankreich und Italien. Zwischen 1904 und 1908 besuchte sie die Kunstgewerbeschule in Stuttgart bei Paul Haustein und machte das Staatsexamen als Zeichenlehrerin. Anschließend wechselte sie nach München und besuchte von 1908 bis 1912 die Abteilung für Gold- und Silberschmiedearbeiten an der Debschitz-Schule. Spätestens 1914 gehört sie wieder zum Künstlerkreis in Württemberg.
In den Kriegsjahren 1914 bis 1918 arbeitete Brigel als Krankenschwester in den Lazaretten von Malmédy und Carignan. Clara Brigel wohnte sich nach dem Krieg 1918 gemeinsam mit ihren Geschwistern Julie und Oskar in der Silberburgstraße 172 in Stuttgart. Die Künstlerin machte sich dort in ihrem „kunstgewerblichen Atelier“ als Goldschmiedin selbstständig und fertigte vorwiegend Auftragsarbeiten. Bekannt ist sie für die Weiterentwicklung der Technik der Granulation. In dieser Technik fertigte sie eine Brosche im Auftrag von Wilhelm von Eiff.
Motive ihrer Malerei bewegten sich im Bereich Landschaftsmalerei, Blumenbildnisse und Kinderporträts. Sie war vor allem in Stuttgart tätig, ab 1921 zusätzlich auch in ihrem Sommerhaus in Tieringen/Balingen.
Brigel war ab 1913 Mitglied im Württembergischen Malerinnenverein und im Bund Bildender Künstlerinnen Württembergs. Ihre Bildwerke befinden sich in der Galerie der Stadt Stuttgart, in der Grafischen Sammlung der Staatsgalerie Stuttgart sowie im Regierungspräsidium Stuttgart.
Clara Brigel starb am 28. Januar 1955 im Alter von 82 Jahren in ihrer Geburtsstadt Stuttgart.

## Werke
- Feldstrauß (ohne Jahr), Aquarell, Galerie der Stadt Stuttgart, Inv.-Nr. A-77
- Schwarzwalddorf (ohne Jahr), Aquarell, erworben 1954, Regierungspräsidium Stuttgart, Inv.-Nr. 66
- Vase mit Blumenstrauß (ohne Jahr), Aquarell, Grafische Sammlung der Staatsgalerie Stuttgart, Inv.-Nr. GL 722

## Ausstellungen
- 1909: Präsentation von 5 Aquarellen und farbigen Zeichnungen auf einer Wanderausstellung verschiedener Künstler in Heilbronn, Würzburg, Fürth, Nürnberg, Erlangen, Bamberg, Bayreuth, Hof, Regensburg, Augsburg, Ulm[3]
- 1914: Porzellanmalerei, Kunsthaus Schaller, Landesgewerbemuseum Stuttgart
- 1914: Dose, Tintenfass, Weltausstellung für Buchgewerbe und Graphik Bugra, Leipzig[4]
- 1923: Ausstellung von Granulationsarbeiten, München